# Раздельное обучение

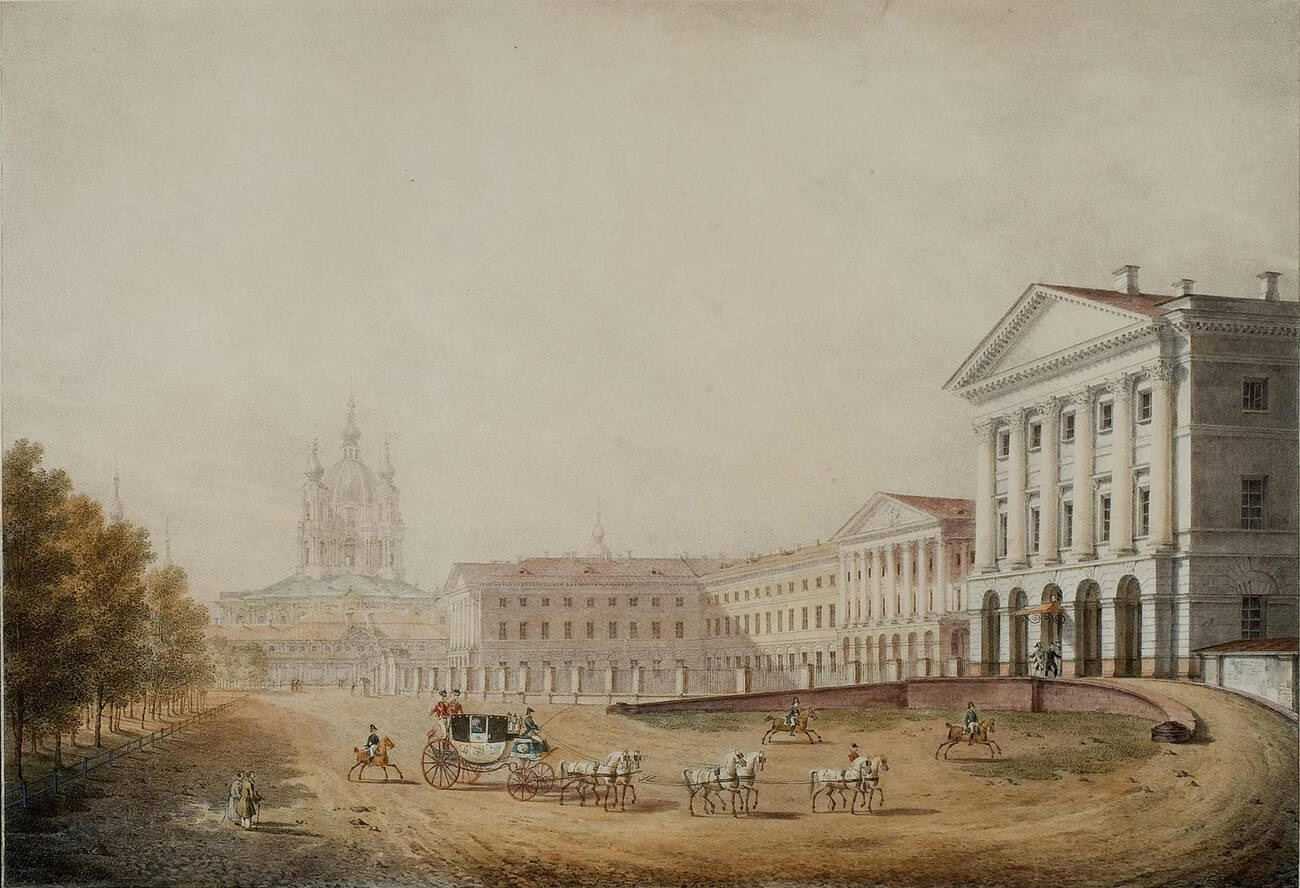
Смольный институт благородных девиц, первое в России женское учебное заведение. Литография С. Ф. Галактионова, 1823 год

Разде́льное обуче́ние — практика обучения, при которой учащиеся мужского и женского пола обучаются не в смешанных, а в раздельных учебных подразделениях либо даже в разных учебных заведениях или учебно-воспитательных учреждениях. Чаще всего речь идёт о среднем образовании и о раздельном обучении мальчиков и девочек — об их обучении в раздельных классах и прежде всего — в разных средних учебных заведениях. Соответственно, при такой системе существуют женские и мужские школы, пансионы или другие учреждения, предназначенные для учащихся только одного пола. Существуют доводы как «за», так и «против» подобной практики обучения.
Раздельное обучение существовало в разные периоды и существует сейчас в различных странах. Оно было широко распространено в начале XX века.

## В России
Опыт раздельного обучения в Российской империи практиковали почти все учебные заведения, потому что перед выпускниками и выпускницами стояли разные задачи в зависимости от их пола. В СССР было кратковременное, но неудачное возвращение к данному опыту.

### Российская империя
Раздельное обучение практиковалось в Российской империи почти во всех средних учебных заведениях (пансионах, гимназиях, прогимназиях, реальных училищах и других). Исключение составляли коммерческие училища и некоторые частные учебные заведения, где допускалось совместное обучение. Объём знаний, который давался в женских учебных заведениях, и права, которые получали их выпускницы, был меньше, чем у выпускников мужских учебных заведений.

### СССР

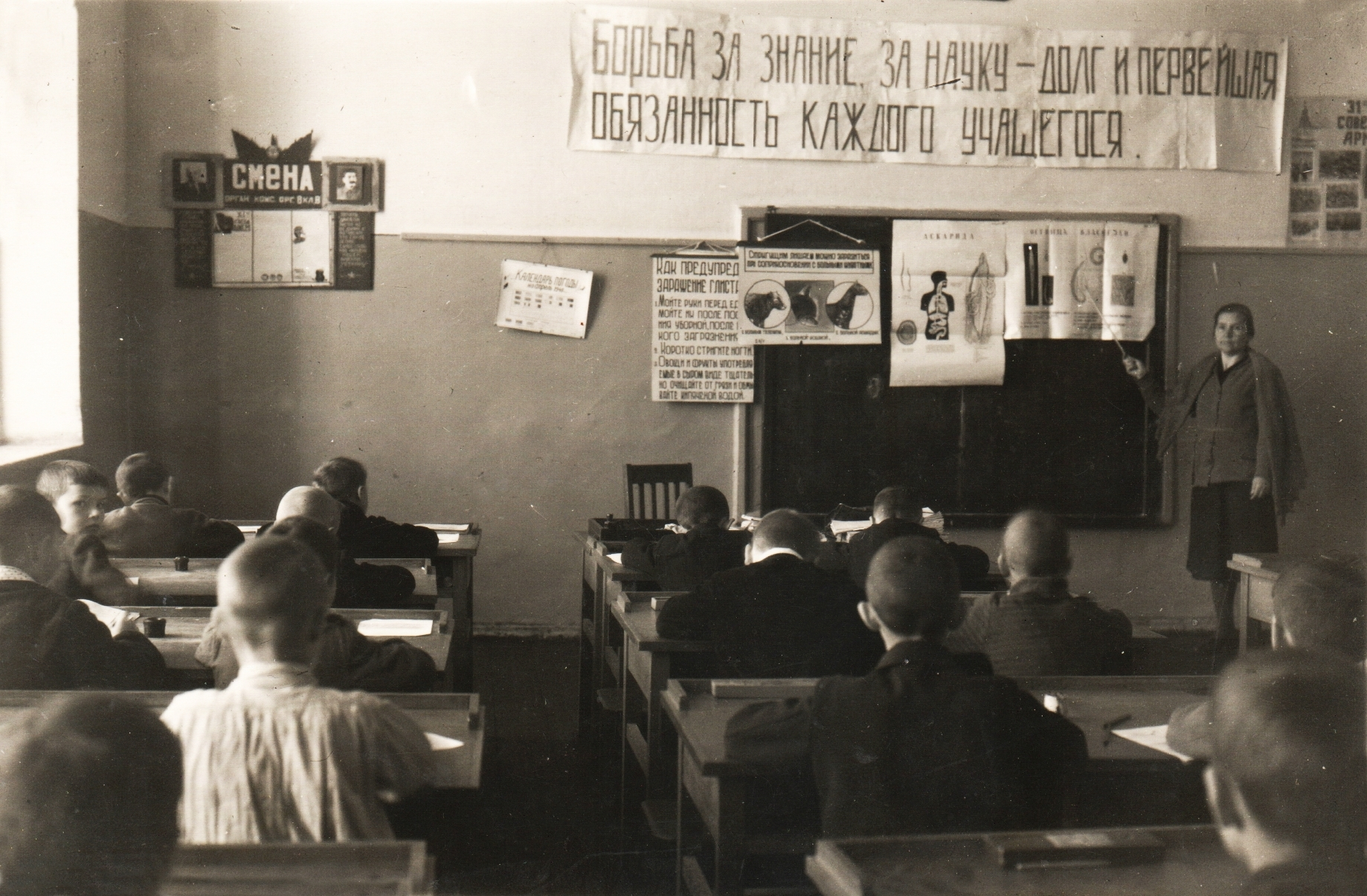
Урок в мужской начальной школе, Саратов, 1949 год

В РСФСР в мае 1918 года введено обязательное совместное обучение мальчиков и девочек. Эта мера должна была устранить неравноправие женщин и мужчин в области образования, существовавшее до этого. Образование в СССР оставалось таким и впоследствии.
Незадолго до начала Великой Отечественной войны руководство СССР, считая, что равноправие полов по части доступности образования уже достигнуто, поставило задачу введения раздельного обучения. В мае
1941 года по личному указанию секретаря ЦК ВКП(б) А. С. Щербакова отдел школ ЦК ВКП(б) совместно с Народным комиссариатом просвещения РСФСР обязали подготовить рассмотрение вопроса на Оргбюро ЦК ВКП(б). Осуществлению этих планов помешало начало войны, и к вопросу восстановления раздельного обучения вернулись лишь в 1943 году. Согласно докладной записке, подготовленной Отделом школ ЦК ВКП(б) и Народным комиссариатом просвещения РСФСР «О введении раздельного обучения мальчиков и девочек в неполных средних и средних школах Союза ССР», 

…неравноправие мужчин и женщин в области образования уже устранено благодаря введённому в мае 1918 года всеобщему образованию. Полное равноправие достигнуто во всех областях хозяйственной, политической и культурной жизни. Совместное обучение стало создавать затруднения педагогического и организационного порядка. Правильная организация учебно-воспитательной работы требует учёта особенностей физической природы и развития девушек, в соответствии с которыми должна осуществляться подготовка мальчиков и девочек к труду и практической деятельности. Введение раздельного обучения будет содействовать укреплению дисциплины и устранит не всегда здоровые взаимоотношения между противоположными полами. Помимо этого, нововведение может обеспечить более широкий охват девочек школой в национальных республиках и областях, где ещё не преодолены окончательно старые бытовые предрассудки.— 
 Таким образом, в 1943 году раздельное обучение мальчиков и девочек было введено в семилетних и средних школах Москвы, Ленинграда, столиц союзных республик, областных и краевых центров и ряда крупных промышленных центров СССР.
Реформа затронула малую часть учащихся, например, для РСФСР число школ с раздельным образованием (мужских и женских школ в общей сложности) не превышало 2 % от их общего количества. По итогам реформа оценивалась как не очень успешная: по сравнению с совместным обучением нет преимуществ в организации педагогического процесса, но есть трудности в воспитательной работе. Было принято решение отменить проведение реформы (по официальной формулировке, учитывались опыт работы школ, пожелания родителей и мнение учителей). Постановление Совета министров СССР от 1 июля 1954 года восстановило совместное обучение мальчиков и девочек во всех школах с 1954/55 учебного года.
В Советском Союзе образование оставалось совместным до конца существования СССР. Является оно совместным и в Российской Федерации, за исключением некоторых школ (школ-лабораторий), в которых существуют классы с раздельным обучением.

### Российская Федерация
Сегрегированное образование практикуется в Пансионе воспитанниц Министерства обороны Российской Федерации. Пансион является экспериментальной площадкой Института изучения детства, семьи и воспитания Российской академии образования (РАО). Тема эксперимента — «Гендерный подход в образовании и полоролевой социализации воспитанниц». Других подобных учебных заведений нет ни в России, ни в мире. Порядки в пансионе крайне строгие, подразумевающие, кроме общепринятых норм поведения и соблюдения гигиены, информационные и социальные ограничения. Половое воспитание начинается с 5-го класса. Встречи девочек с мальчиками (воспитанниками училищ Минобороны РФ) проводятся под контролем взрослых на специально организованных мероприятиях. Патриотизм, светские манеры, материнские навыки — основные направления воспитания. «У нас растёт поколение, о котором мы мечтали», — так характеризует воспитанниц пансиона министр Сергей Шойгу.
По мнению специалистов в области социологии и детской психологии, гендерная модель воспитания в современном мире неконкурентоспособна. По словам профессора Даниила Александрова, заведующего лабораторией социологии образования НИУ ВШЭ в Петербурге, сегрегированное воспитание мальчиков и девочек приносит очень мало пользы. Содержание детей в изоляции — даже в райской, а потом выпуск их в реальную жизнь весьма вероятно может привести к дисфункциональным результатам. Чем больше давление дисциплины — тем причудливее формы, в которых этой дисциплины избегают. Попытка построить в современном мире воспитание исходя из представлений о том, «как было в XIX веке», обречена на провал. Просто потому, что сейчас жизнь устроена иначе.
По словам психолога Санкт-Петербургского государственного казённого учреждения здравоохранения (СПбГКУЗ) «Центр восстановительного лечения „Детская психиатрия“ имени С. С. Мнухина» Анны Алексеевой, взаимоотношения между полами формируются в развитии, отчего важно, чтобы и мальчики, и девочки последовательно прошли все этапы. Теоретические знания по «половому воспитанию» без опыта — бесполезны. Жёсткие рамки, строгие запреты, ограничения, изоляция, семейная депривация могут спровоцировать попытку «уйти в отрыв» по окончании пансиона. К методам, практикующим крайность, стоит относиться осторожно. Тем более что система обучения и образования во всём мире приходит к персонализации и зависит не от половой принадлежности, а от особенностей и потребностей каждого отдельного ученика.